# Брухнов, Валентин Андреевич
Валентин Андреевич Брухнов — советский хозяйственный, государственный и политический деятель.

## Биография
Родился в 1930 году. Член КПСС с 1956 года.
С 1954 года — на хозяйственной, общественной и политической работе. В 1954—1991 гг. — инженер, старший инженер, старший прораб, главный инженер, начальник
дорожно-строительного управления, главный инженер треста «Кузбасспромдорстрой» комбината «Кузбассшахтострой», заместитель управляющего Ростовским трестом по строительству автомобильных дорог и мостов «Ростоблдорстрой», главный инженер, заместитель управляющего Краснодарским краевым дорожно-строительным трестом «Краснодаркрайдорстрой», главный инженер Главного управления республиканских и местных дорог «Главдорупр», начальник Республиканского объединения по строительству автомобильных дорог и мостов «Росдорстрой» Министерства автомобильного транспорта и шоссейных дорог РСФСР, первый заместитель Министра строительства и эксплуатации автомобильных дорог РСФСР, первый заместитель Министра автомобильных дорог РСФСР, Министр автомобильных дорог РСФСР.
Избирался депутатом Верховного Совета РСФСР 11-го созыва. Делегат XXVII съезда КПСС.
Умер после 2000 года.

[При Брухнове] Продолжалось строительство дорог с твердым покрытием — план был выполнен на 101,4 %. Было закончено строительство ряда важнейших магистралей: Воронеж — Шахты — Ростов-на-Дону, Свердловск — Тюмень, Воронеж — Курск, Тулун — Братск, Хабаровск — Комсомольск и других. Объём строительства дорог достиг 11 тыс. километров в год — такого темпа не было ни в одной стране мира.